# 無量光天
無量光天（むりょうこうてん　梵：Appamāṇābhā）は、三界のうち、色界18天の下位から数えて第5番目の天。色界第二禅の第2番目の天。
この天は、生れると身体より無量の光明を放つので、無量光天という。
『雑阿毘曇心論』『彰所知論』は、この天での天部の身長が4由旬、寿命が4劫とする。また『仏説立世阿毘曇論』は、寿命を140小劫とする。
上部の光音天と下部の少光天の間に位置する天。